# Affaires courantes en Espagne
En Espagne, un gouvernement d'affaires courantes (en espagnol : Gobierno en funciones) désigne un gouvernement dont le mandat a pris fin mais qui n'a pas encore été remplacé par un nouveau gouvernement de plein exercice, et dont les fonctions sont de ce fait limitées.

## Fondement
L'article 101 de la Constitution dispose que « Les fonctions des membres du gouvernement prennent fin à la suite d’élections générales, dans les cas de perte de la confiance parlementaire prévus par la Constitution, ou à la suite de la démission ou du décès du président du gouvernement. Le gouvernement démissionnaire continuera à exercer ses fonctions jusqu'à l'installation du nouveau gouvernement. »

## Fonctionnement
Seuls le président du gouvernement, les vice-présidents et les ministres sont concernés par la limitation à la liberté d'action que suppose la situation d'affaires courantes. Les secrétaires d'État, les sous-secrétaires, les secrétaires généraux, les secrétaires généraux techniques et les directeurs généraux conservent ainsi la totalité de leurs attributions. Les pouvoirs et limitations sont fixées par une loi de 1997.

### Pouvoirs
La principale responsabilité du gouvernement d'affaires courantes est de faciliter le déroulement normal de la formation de l'exécutif suivant ainsi que la passation des pouvoirs. Il doit limiter son activité à la gestion ordinaire des affaires publiques et ne pas adopter de mesure ou de décision, sauf face à une situation d'urgence ou en justifiant de raisons d'intérêt général. Il peut donc adopter des décrets-lois, qui devront être ensuite ratifiés par le Congrès des députés, comme cela s'est produit en avril 2016 sous Mariano Rajoy ou en octobre 2019 sous Pedro Sánchez.

### Limitations
En situation d'affaires courantes, le gouvernement a l'interdiction de présenter un projet de loi de finances, un projet de loi, de nommer ou destituer des hauts fonctionnaires, de convoquer un référendum, de conclure des accords internationaux ou de participer à des sommets ou réunions de niveau international non-prévus antérieurement. Le président du gouvernement est également limité dans sa capacité d'agir, puisqu'il ne peut ni poser la question de confiance ni demander la dissolution des Cortes Generales au roi.

### Contrôle parlementaire
En mars 2016, le président du Congrès des députés Patxi López assigne le gouvernement de Mariano Rajoy devant le Tribunal constitutionnel pour avoir refusé de se soumettre au contrôle parlementaire, arguant de son statut de gouvernement d'affaires courantes. La haute juridiction statue en novembre 2018 qu'un gouvernement d'affaires courantes doit effectivement rendre des comptes au Congrès des députés.

## Chronologie des périodes de gestion des affaires courantes
| Gouvernement | Gouvernement | Président                    | Dates                                                  | Cause                  |
| ------------ | ------------ | ---------------------------- | ------------------------------------------------------ | ---------------------- |
|              | Suárez II    | Adolfo Suárez                | 2 mars – 5 avril 1979 1 mois et 3 jours                | Élections générales    |
|              | Suárez III   | Adolfo Suárez                | 30 janvier – 26 février 1981 27 jours                  | Démission du président |
|              | Calvo-Sotelo | Leopoldo Calvo-Sotelo        | 29 octobre – 2 décembre 1982 1 mois et 3 jours         | Élections générales    |
|              | González I   | Felipe González              | 23 juin – 25 juillet 1986 1 mois et 2 jours            | Élections générales    |
|              | González II  | Felipe González              | 30 octobre – 6 décembre 1989 1 mois et 6 jours         | Élections générales    |
|              | González III | Felipe González              | 7 juin – 13 juillet 1993 1 mois et 6 jours             | Élections générales    |
|              | González IV  | Felipe González              | 4 mars – 5 mai 1996 2 mois et 1 jour                   | Élections générales    |
|              | Aznar I      | José María Aznar             | 13 mars – 27 avril 2000 1 mois et 14 jours             | Élections générales    |
|              | Aznar II     | José María Aznar             | 15 mars – 17 avril 2004 1 mois et 2 jours              | Élections générales    |
|              | Zapatero I   | José Luis Rodríguez Zapatero | 13 mars – 13 avril 2008 1 mois                         | Élections générales    |
|              | Zapatero II  | José Luis Rodríguez Zapatero | 21 novembre – 21 décembre 2011 1 mois                  | Élections générales    |
|              | Rajoy I      | Mariano Rajoy                | 21 décembre 2015 - 3 novembre 2016 10 mois et 13 jours | Élections générales    |
|              | Rajoy II     | Mariano Rajoy                | 2 juin – 7 juin 2018 5 jours                           | Motion de censure      |
|              | Sánchez I    | Pedro Sánchez                | 29 avril 2019 – 13 janvier 2020 8 mois et 15 jours     | Élections générales    |
|              | Sánchez II   | Pedro Sánchez                | 25 juillet - 21 novembre 2023 3 mois et 27 jours       | Élections générales    |